# Patrick Bach

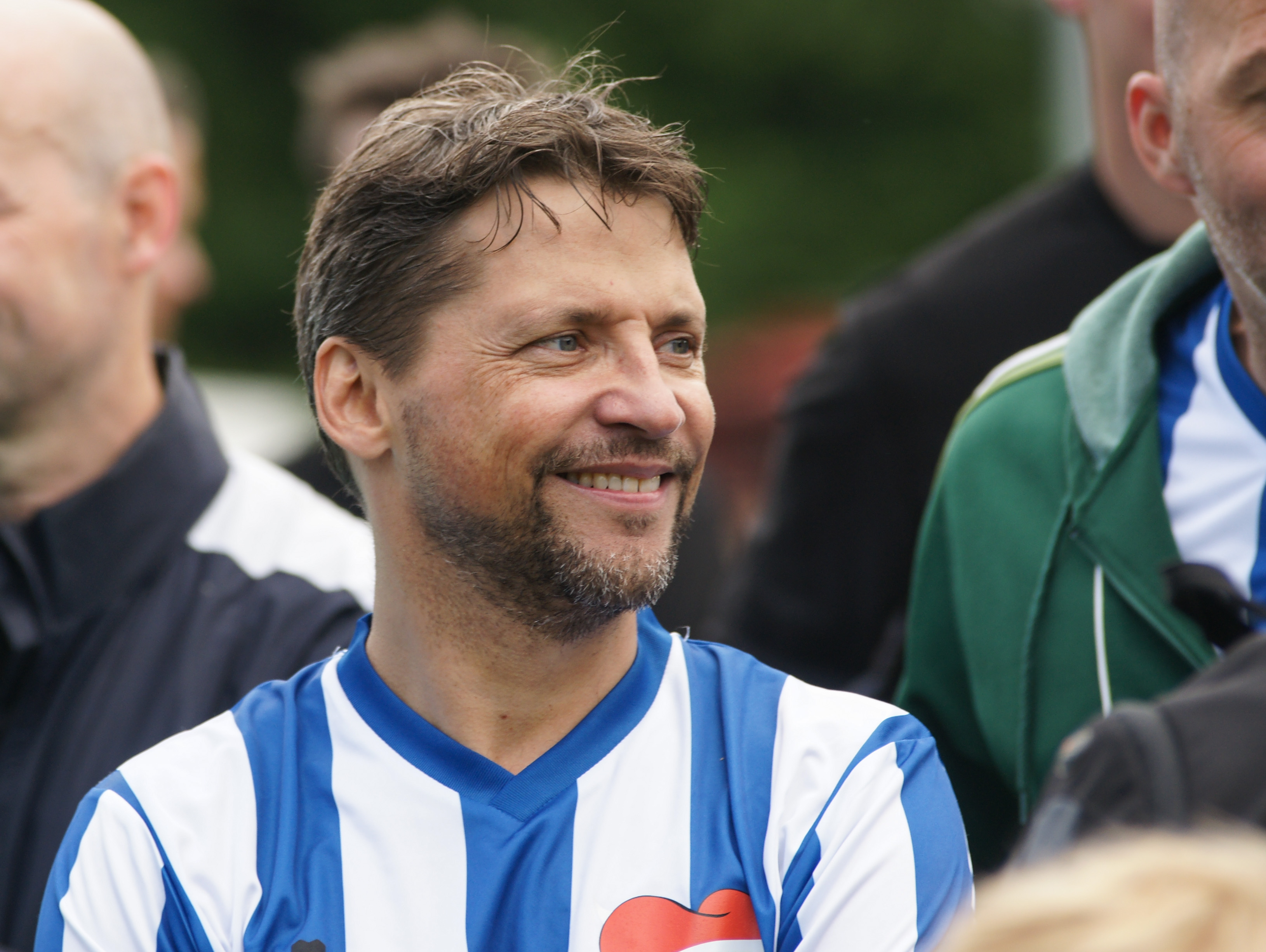
Patrick Bach (2014)

Patrick-Emanuel Bach (* 30. März 1968 in Hamburg) ist ein deutscher Schauspieler, Synchronsprecher sowie Hörspiel- und Hörbuchsprecher.

## Leben und Werk
Bach wuchs im Hamburger Stadtteil Lemsahl-Mellingstedt auf. Er trat bereits im Alter von drei Jahren im Fernsehen auf. Mit neun hatte er 1977 einen Auftritt in Rudi Carrells Show Am laufenden Band. 1981 wurde er für die Miniserie Silas entdeckt. In den 1980er Jahren spielte er in weiteren Weihnachtsserien mit.
Seine bekanntesten TV-Serien sind Silas, Jack Holborn, Nicht von schlechten Eltern, Anna (mit Silvia Seidel), Die Wache und Die Strandclique. Für die deutschsprachige Synchronisation der Herr-der-Ringe-Verfilmung von Regisseur Peter Jackson lieh er seine Stimme Sean Astin als Samweis Gamdschie, seitdem ist er die deutsche Standardstimme von Astin.
Seit 2008 gehört er zum Sprecherensemble des Hörspiel-Labels Titania Medien und wirkt seither mit unterschiedlichen Rollen in den Reihen Gruselkabinett, Sherlock Holmes und Grimms Märchen mit.
Des Weiteren spielte er 2004 auf der Freilichtbühne der Karl-May-Spiele Bad Segeberg in Unter Geiern – Der Sohn des Bärenjägers den Martin Baumann, den Sohn des Bärenjägers.
Patrick Bach gab im Sommer 2023 die Trennung von seiner Frau bekannt und ist neu liiert. Er hat aus der Ehe zwei erwachsene Kinder und lebt in Hamburg. Bach ist bekennender Anhänger des Hamburger SV.

## Filmografie (Auswahl)
- 1981: Silas
- 1982: Jack Holborn
- 1984: Drei und eine halbe Portion
- 1987: Anna
- 1988: Anna – Der Film
- 1989: Laura und Luis
- 1991: Die Baskenmütze
- 1992: Glückliche Reise – Bali
- 1992: Das Traumschiff – Norwegen
- 1992–1997: Nicht von schlechten Eltern
- 1995: Immer wieder Sonntag
- 1995: Aus heiterem Himmel (Gastrolle)
- 1996: Lukas – Amor und Psyche
- 1997: Das Traumschiff – St. Lucia
- 1998: Klinik unter Palmen (Gastrolle)
- 1998: SK-Babies – Kurzschluß
- 1998–2006: Die Wache
- 1998–2000: Die Strandclique
- 1999: Gegen den Wind – Sprung ins Risiko
- 2001: Nesthocker – Familie zu verschenken (Gastrolle)
- 2002: Großstadtrevier – Tapetenwechsel
- 2002: Die Kinder vom Alstertal – Tobias hat’s erwischt
- 2003: Unser Charly – Flieg, Vogel flieg
- 2005: SOKO Wismar – Tödliche Freundschaft
- 2006: … denn böse Menschen kennen keine Lieder (Kurzfilm)
- 2007: Wege zum Glück
- 2007: Da kommt Kalle – Unfallgefahr
- 2007–2008: Jibber Jabber (Hauptsprecher)
- 2008: Unser Charly – Charly und das schwarze Schaf
- 2008: Der Landarzt – Liebesangst
- 2009: Zeit der Entscheidung – Die Soap Deiner Wahl
- 2009: Der Landarzt – Zwei Väter und ein Kind
- 2009: Beutolomäus und die vergessene Weihnacht
- 2010: Der Bergdoktor – Alles oder nichts
- 2010: SOKO Köln – Mörder Alaaf!
- 2010: Forsthaus Falkenau – Gourmetschweine
- 2010: Forsthaus Falkenau – Angezapft
- 2011: Scharfe Hunde
- 2013–2014: Rote Rosen
- 2014: Kripo Holstein – Mord und Meer – Süßer Tod
- 2015: Morden im Norden – Tödliche Beobachtung
- 2015: SOKO Kitzbühel – Die Firestarter
- 2016: Alarm für Cobra 11 – Die Autobahnpolizei (Gastrolle)
- 2017: Familie Dr. Kleist – Freunde und mehr
- 2017: Der Staatsanwalt – Die Enkelin
- 2018: Einstein – Aerodynamik
- 2020: SOKO Stuttgart – Hexentanz
- 2020: Yakari (Stimme von Kleiner Dachs)
- 2021: Jerks. (Gastrolle)
- 2022: Die Pfefferkörner – Bienenmord
- 2022: Notruf Hafenkante – Neues Spiel, neues Glück

## Theater und Bühne
- 2004: Karl-May-Spiele Bad Segeberg: Unter Geiern – Der Sohn des Bärenjägers
- 2010: Die Hochzeitsreise
- 2012: Let’s Dance

## Hörspielsprecher (Auswahl)
- Die Dr3i – Verschollen in der Zeit (Folge 3 / 2006 / Stimme von Tom Drummond)
- Die Dr3i – Hotel Luxury End (Stimme von Danny)
- Pompeji nach Robert Harris (2006 / Stimme von Attilius) – Hauptrolle
- Die drei ??? – Geister-Canyon (Folge 124 / 2008 / Stimme der „Aufsicht“)
- Die drei ??? – Schrecken aus dem Moor (Folge 126 / 2008 / Stimme von Austin)
- Die drei ??? – Schwarze Madonna (Folge 127 / 2008 / Stimme von José)
- Die drei ??? Kids – Im Geisterschiff (Folge 30 / 2012 / Stimme von Leon Murdock)
- Team Undercover – Der Fluch des Anubis (Folge 1 / 2009 / Stimme von Torben Brunner)
- Team Undercover – Das Rätsel der Halskette (Folge 2 / 2009 / Stimme von Torben Brunner)
- Team Undercover – Das Haus der Geister (Folge 3 / 2010 / Stimme von Torben Brunner)
- Team Undercover – Der geraubte Stern (Folge 5 / 2010 / Stimme von Torben Brunner)
- Team Undercover – Die weiße Nonne (Folge 6 / 2010 / Stimme von Torben Brunner)
- Gruselkabinett 28/29 – Der Glöckner von Notre Dame (Stimme von Phoebus)
- Gruselkabinett 30 – Der Vampir (Stimme von Percy Aubrey)
- The Cruise. Eine Kreuzfahrt wird zum Horrortrip (8-teilige Serie / 2014 / WDR / Stimme von Lloyd Nelson)[5]
- Die Simpsons: Das Original-Hörspiel zur TV-Serie (Die Simpsons komplette Staffel 23), als Erzähler, Edel:Kids Verlag, 2016
- Gruselserie (Folgen 2019) – Folge 3: Moskitos-Anflug der Killer-Insekten (Stimme von Elano)
- Rupert Baer Hörspiel-CDs – Stimme von Rupert
- Lego City Folgen 1–22 – Stimme von Eddie Dix
- Midnight Tales 29 – Schatten der Vorahnung (Stimme eines Polizisten)
- Die Punkies – seit 2016 (Stimme von Keyboarder Nikolas)
- seit 2013: Gruselkabinett – Folgen 78; 80/81; 84/85; 92; 94; 113; 114/115; 117; 150; 151; 162; 163; 164; 174; 175; 184[6]
- seit 2015: Sherlock Holmes – Folgen 19; 28; 42; 47; 48; 57[7]
- seit 2021: Grimms Märchen – Folgen 2; 9; 15; 16[8]

## Hörbücher (Auswahl)
- 2017: Guillermo del Toro & Daniel Kraus: Trollhunters, Oetinger Media GmbH, ISBN 978-3-8373-0990-4
- 2017: (Audible): Marah Woolf: Liebe mich nicht, (GötterFunke 1, mit Jodie Ahlborn), Verlagsgruppe Oetinger

## Synchronarbeiten (Auswahl)
- Der Herr der Ringe: Die Gefährten (2001) für Sean Astin als Samweis Gamdschie
- Der Herr der Ringe: Die zwei Türme (2002) für Sean Astin als Samweis Gamdschie
- Der Herr der Ringe: Die Rückkehr des Königs (2003) für Sean Astin als Samweis Gamdschie
- Die rothaarige Schneeprinzessin (2015–2016) für Ryōta Ōsaka als Zen Wistalia
- Bigger Than the Sky (2005) für Sean Astin als Ken Zorbell
- Heat Guy J (2005) für Masaya Matsukaze als Daisuke Aurora
- H2O – Plötzlich Meerjungfrau (2006), Staffel 1, Folge 9
- Miss Austen Regrets (2007) für Tom Hiddleston als Mr. John Plumptree
- Ein Hund rettet Weihnachten (The Dog Who Saved Christmas, 2009)
- Naruto, Naruto Shippuden & Boruto: Naruto Next Generations – Kabuto
- Emma – Eine viktorianische Liebe – Hakim Atawari
- Yakari (Trickfilmserie) als Kleiner Dachs (Erstausstrahlung 2008 auf Kika)
- Crash Canyon
- Dance Academy – Tanz deinen Traum! als Samuel Lieberman (2010–2011)
- Jake und die Nimmerland Piraten (2011–2012) als Skipper (Gesang)
- Die Muppets (2012) – Walter
- 24 – Lynn McGill
- PAW Patrol (2013–2015) – Chase
- Littlest Pet Shop – Tierisch gute Freunde als Sunil
- The Strain (seit 2014) für Sean Astin als Jim Kent
- Bob’s Burgers (seit 2014) – Diverse Rollen
- Seven Deadly Sins für Yūki Kaji als Meliodas
- Noragami für Jun Fukuyama als Kazuma
- Stranger Things (seit 2017) für Sean Astin als Bob Newby
- Magi: Adventure of Sinbad – Sinbad (2016)
- Power Rangers Ninja Steel Roter Ranger (2018)
- Heartland – Paradies für Pferde die Stimme von Tierarzt Scott Cardinal – Nathaniel Arcand
- The Big Bang Theory (2019) für Sean Astin als Dr. Greg Pemberton
- 2025: Tierische Detektive – Drei Kids und ihr größter Fall für Sean Astin als Jimmy, der Metzger

## Auszeichnungen
- 1982: Bambi für Silas
- 1994: Bambi für Nicht von schlechten Eltern
- 1987: Goldene Kamera

## Sonstiges Engagement
Am 28. Juli 2007 und am 31. Mai 2008 engagierte sich Patrick Bach zugunsten schwersterkrankter Kinder gemeinsam mit dem HeartKick e. V. in der Gelsenkirchener Glückauf-Kampfbahn. Dabei spielte der Schauspieler und Synchronsprecher in einem Showbizteam Fußball für den guten Zweck.
Seit August 2007 experimentiert Patrick Bach mit dem Medium Podcast. Zusammen mit Robin und Herrn Ludolph spricht er auf Podsbach über sein bisheriges Schauspielerleben, aktuelle Projekte, Hamburg und alles, was die drei sonst noch interessiert.
Patrick Bach nahm an der zweiten Staffel der ProSieben-Sendung Stars auf Eis teil. Seine Eislaufpartnerin war Denise Biellmann. Am 24. Januar 2008 musste er die Show verlassen.
Außerdem nahm Patrick Bach am 2. August 2009 bei Das perfekte Promi-Dinner auf Mallorca teil. Mit ihm in der Sendung waren noch Konrad Krauss, Monica Ivancan und Martin Semmelrogge.
2012 war er in der 5. Staffel der RTL-Sendung Let’s Dance zu sehen, bei der er in der dritten Folge ausschied. Seine professionelle Tanzpartnerin war Melissa Ortiz-Gomez.
Seit dem 15. November 2013 ist Patrick als Sprecher der Marionette Vogelscheuche im Stück Der Zauberer von Oz bei der Augsburger Puppenkiste zu hören.
Zugunsten der Kinder-Herz-Medizin des Universitätsklinikums Hamburg Eppendorf (UKE) kickte Patrick Bach in der Mannschaft von weiteren prominenten Spielern, den „Hamburg Allstars“, am 3. September 2023 gegen eine Ärzteauswahl, die „Placebo Kickers Hamburg“, um Spendengelder für die jüngsten Patienten der Kinder-Herz-Medizin des UKE zu sammeln.